# Bernhard Emanuel Beskow
Bernhard Emanuel Beskow, född den 4 november 1862 i Stockholm, död där den 4 oktober 1907, var en svensk skolman. Han var son till Gustaf Emanuel Beskow.
Beskow blev 1881 student vid Uppsala universitet, där han avlade filosofie kandidatexamen 1884 och filosofie licentiatexamen 1888. Han promoverades till filosofie doktor 1891. Beskow blev lektor i kristendom och filosofi vid Högre latinläroverket å Norrmalm 1897 och därjämte föreståndare för Wallinska flickskolan i Stockholm 1898. Han prästvigdes 1901. Beskow publicerade en filosofisk gradualavhandling. Han vilar i sin familjegrav på Norra begravningsplatsen utanför Stockholm.